# Lista statków typu Liberty według numeru kadłuba (901–1050)
Ta strona przedstawia listę statków typu Liberty posortowaną według numeru kadłuba nadanego przez Komisję Morską (ang. Maritime Commission).
| Numer MC | Nazwa jednostki            | Patron                                       | Typ jednostki | Położenie stępki     | Wodowanie            | Los |
| -------- | -------------------------- | -------------------------------------------- | ------------- | -------------------- | -------------------- | --- |
| 901      | SS „William L. Davidson”   | William L. Davidson                          | standardowy   | 22 lutego 1943       | 24 marca 1943        | ciężko uszkodzony w 1946, naprawiony, sprzedany US Navy, złomowany                                                                         |
| 902      | SS „Walker Taylor”         | Walker Taylor                                | standardowy   | 25 lutego 1943       | 28 marca 1943        | złomowany w 1959 |
| 903      | SS „Roger Moore”           | Roger Moore                                  | standardowy   | 28 lutego 1943       | 31 marca 1943        | złomowany w 1971 |
| 904      | SS „Robert Rowan”          | Robert Rowan                                 | standardowy   | 5 marca 1943         | 6 kwietnia 1943      | zbombardowany i zniszczony w pobliżu Sycylii w 1943, wrak złomowano w 1948                                                                 |
| 905      | SS „Thomas W. Bickett”     | Thomas W. Bickett                            | standardowy   | 9 marca 1943         | 9 kwietnia 1943      | złomowany w 1966 |
| 906      | SS „Horace Williams”       | Horace Williams                              | standardowy   | 12 marca 1943        | 12 kwietnia 1943     | sprzedany w prywatne ręce w 1947, złomowany w 1971                                                                                         |
| 907      | SS „Jose Bonifacio”        | José Bonifácio                               | standardowy   | 16 marca 1943        | 14 kwietnia 1943     | złomowany w 1970 |
| 908      | SS „Thomas L. Clingman”    | Thomas L. Clingman                           | standardowy   | 18 marca 1943        | 17 kwietnia 1943     | złomowany w 1960 |
| 909      | SS „David Caldwell”        | David Caldwell                               | standardowy   | 22 marca 1943        | 19 kwietnia 1943     | zniszczony i zatopiony w 1946 |
| 910      | SS „Waigstill Avery”       | Waigstill Avery                              | standardowy   | 24 marca 1943        | 22 kwietnia 1943     | złomowany w 1960 |
| 911      | SS „Cornelia P. Spencer”   | Cornelia P. Spencer                          | standardowy   | 29 marca 1943        | 24 kwietnia 1943     | storpedowany i zatopiony na Oceanie Indyjskim w 1943                                                                                       |
| 912      | SS „Walter Hines Page”     | Walter Hines Page                            | standardowy   | 1 kwietnia 1943      | 27 kwietnia 1943     | S.S. Opole, sprzedany w prywatne ręce w 1947, zatopiony aby stworzyć sztuczną rafę w pobliżu Wachapreague NC 1975                          |
| 913      | SS „Benjamin Hawkins”      | Benjamin Hawkins                             | standardowy   | 30 lipca 1942        | 7 września 1942      | złomowany w 1973 |
| 914      | SS „Ralph Izard”           | Ralph Izard                                  | standardowy   | 2 sierpnia 1942      | 13 września 1942     | złomowany w 1965 |
| 915      | SS „James Caldwell”        | James Caldwell                               | standardowy   | 8 sierpnia 1942      | 19 września 1942     | zatopiony aby stworzyć sztuczną rafę w pobliżu Horn Island MS w 1976                                                                       |
| 916      | SS „Caesar Rodney”         | Caesar Rodney                                | standardowy   | 9 sierpnia 1942      | 21 września 1942     | złomowany w 1959 |
| 917      | SS „Nicholas Biddle”       | Nicholas Biddle                              | standardowy   | 11 sierpnia 1942     | 22 września 1942     | złomowany w 1963 |
| 918      | SS „George Weems”          | George Weems                                 | standardowy   | 19 sierpnia 1942     | 26 września 1942     | ciężko uszkodzony w 1948, naprawiony and sprzedany w prywatne ręce, zniszczony i opuszczony w 1966                                         |
| 919      | SS „Grace Abbott”          | Grace Abbott                                 | standardowy   | 29 sierpnia 1942     | 10 października 1942 | złomowany w 1967 |
| 920      | SS „Cardinal Gibbons”      | Cardinal Gibbons                             | standardowy   | 8 września 1942      | 10 października 1942 | złomowany w 1970 |
| 921      | SS „Thomas Sim Lee”        | Thomas Sim Lee                               | standardowy   | 23 września 1942     | 24 października 1942 | złomowany w 1972 |
| 922      | SS „Cotton Mather”         | Cotton Mather                                | standardowy   | 28 września 1942     | 31 października 1942 | złomowany w 1960 |
| 923      | SS „Will Rogers”           | Will Rogers                                  | standardowy   | 11 października 1942 | 8 listopada 1942     | storpedowany w Morzu Irlandzkim w 1945, naprawiony, złomowany w 1971                                                                       |
| 924      | SS „Daniel Chester French” | Daniel Chester French                        | standardowy   | 12 października 1942 | 12 listopada 1942    | wszedł na minę i zatonął w pobliżu Bizerty w 1942                                                                                          |
| 925      | SS „Daniel Willard”        | Daniel Willard                               | standardowy   | 26 października 1942 | 25 listopada 1942    | złomowany w 1971 |
| 926      | SS „Thaddeus Kosciuszko”   | Tadeusz Kościuszko                           | standardowy   | 2 listopada 1942     | 28 listopada 1942    | sprzedany w prywatne ręce w 1947, ciężko uszkodzony w 1956, naprawiony, zniszczony i opuszczony w 1962                                     |
| 927      | SS „Pearl Harbor”          | Pearl Harbor                                 | standardowy   | 10 listopada 1942    | 7 grudnia 1942       | złomowany w 1962 |
| 928      | SS „Lord Delaware”         | Thomas West, czasem nazywany Lordem Delaware | standardowy   | 14 listopada 1942    | 19 grudnia 1942      | złomowany w 1971 |
| 929      | SS „James Woodrow"         | James Woodrow                                | standardowy   | 26 listopada 1942    | 9 stycznia 1943      | ciężko uszkodzony w 1946, zadeklarowany jako zniszczony, złomowany w 1954                                                                  |
| 930      | SS „Willard Hall”          | Willard Hall                                 | standardowy   | 29 listopada 1942    | 28 grudnia 1942      | złomowany w 1966 |
| 931      | SS „Woodbridge N. Ferris”  | Woodbridge N. Ferris                         | standardowy   | 2 grudnia 1942       | 28 grudnia 1942      | sprzedany w prywatne ręce w 1956 i przerobiony na pływający dźwig                                                                          |
| 932      | SS „William McKinley”      | William McKinley                             | standardowy   | 7 grudnia 1942       | 21 stycznia 1943     | złomowany w 1971 |
| 933      | SS „Thomas R. Marshall”    | Thomas R. Marshall                           | standardowy   | 7 grudnia 1942       | 15 stycznia 1943     | złomowany w 1971 |
| 934      | SS „Andrew G. Curtin”      | Andrew G. Curtin                             | standardowy   | 9 grudnia 1942       | 18 stycznia 1943     | storpedowany i zatopiony na Morzu Barentsa w 1944                                                                                          |
| 935      | SS „Molly Pitcher”         | Molly Pitcher                                | standardowy   | 12 grudnia 1942      | 30 stycznia 1943     | storpedowany i zatopiony na zachód od Lizbony w 1943                                                                                       |
| 936      | SS „Horace Gray”           | Horace Gray                                  | standardowy   | 14 grudnia 1942      | 25 stycznia 1943     | storpedowany w pobliżu Kola Inlet w 1945, wyrzucony na brzeg, zniszczony                                                                   |
| 937      | SS „Samuel Blatchford”     | Samuel Blatchford                            | standardowy   | 15 grudnia 1942      | 6 lutego 1943        | złomowany w 1969 |
| 938      | SS „Henry B. Brown”        | Henry B. Brown                               | standardowy   | 15 grudnia 1942      | 28 stycznia 1943     | złomowany w 1965 |
| 939      | SS „George Shiras”         | George Shiras                                | standardowy   | 22 grudnia 1942      | 5 lutego 1943        | sprzedany w prywatne ręce w 1947, złomowany w 1968                                                                                         |
| 940      | SS „Rufus W. Peckham”      | Rufus W. Peckham                             | standardowy   | 22 grudnia 1942      | 13 lutego 1943       | sprzedany w prywatne ręce w 1947, zniszczony i zatopiony w 1959                                                                            |
| 941      | SS „William R. Day”        | William R. Day                               | standardowy   | 24 grudnia 1942      | 12 lutego 1943       | złomowany w 1959 |
| 942      | SS „Mahlon Pitney”         | Mahlon Pitney                                | standardowy   | 31 grudnia 1942      | 11 lutego 1943       | sprzedany w prywatne ręce w 1968, przerobiony na pływający dźwig                                                                           |
| 943      | SS „Louis D. Brandeis”     | Louis D. Brandeis                            | standardowy   | 31 grudnia 1942      | 20 lutego 1943       | złomowany w 1964 |
| 944      | SS „Nathan Clifford”       | Nathan Clifford                              | standardowy   | 1 stycznia 1943      | 18 lutego 1943       | sprzedany w prywatne ręce w 1947, zatonął w 1965                                                                                           |
| 945      | SS „George Sharswood”      | George Sharswood                             | standardowy   | 11 stycznia 1943     | 19 lutego 1943       | sprzedany w prywatne ręce w 1947, złomowany w 1962                                                                                         |
| 946      | SS „Henry L. Benning”      | Henry L. Benning                             | standardowy   | 12 stycznia 1943     | 22 lutego 1943       | sprzedany w prywatne ręce w 1947, złomowany w 1967                                                                                         |
| 947      | SS „Johns Hopkins”         | Johns Hopkins                                | standardowy   | 25 stycznia 1943     | 10 marca 1943        | wszedł na minę w pobliżu Marsylii w 1944, naprawiony i sprzedany w prywatne ręce w 1946, zniszczony i opuszczony w 1966                    |
| 948      | SS „Thomas Cresap”         | Thomas Cresap                                | standardowy   | 17 stycznia 1943     | 1 marca 1943         | sprzedany w prywatne ręce w 1947, złomowany w 1968                                                                                         |
| 949      | SS „James W. Denver”       | James W. Denver                              | standardowy   | 20 stycznia 1943     | 27 lutego 1943       | storpedowany i zatopiony w pobliżu Wysp Kanaryjskich w 1943                                                                                |
| 950      | SS „Henry Gilbert Costin”  | Henry Gilbert Costin                         | standardowy   | 23 stycznia 1943     | 9 marca 1943         | sprzedany w prywatne ręce w 1947, złomowany w 1966                                                                                         |
| 951      | SS „John Gallup”           | John Gallup                                  | standardowy   | 27 stycznia 1943     | 3 marca 1943         | złomowany w 1963 |
| 952      | SS „Clifford D. Mallory”   | Clifford D. Mallory                          | standardowy   | 30 stycznia 1943     | 11 marca 1943        | przekazany USN jako YAG w 1956, złomowany w 1971                                                                                           |
| 953      | SS „William H. Welch”      | William H. Welch                             | standardowy   | 31 stycznia 1943     | 10 marca 1943        | zniszczony i stracony w pobliżu Fura w 1944                                                                                                |
| 954      | SS „William Osler”         | William Osler                                | standardowy   | 6 lutego 1943        | 6 marca 1943         | przekazany US Army jako „Wisteria” (AH), złomowany w 1969                                                                                  |
| 955      | SS „Howard A. Kelly”       | Howard A. Kelly                              | standardowy   | 8 lutego 1943        | 18 marca 1943        | sprzedany w prywatne ręce w 1947, złomowany w 1969                                                                                         |
| 956      | SS „William S. Haisted”    | William S. Haisted                           | standardowy   | 13 lutego 1943       | 16 marca 1943        | sprzedany w prywatne ręce w 1947, złomowany w 1968                                                                                         |
| 957      | SS „Franklin P. Mall”      | Franklin P. Mall                             | standardowy   | 13 lutego 1943       | 26 marca 1943        | złomowany w 1965 |
| 958      | SS „John Howland”          | John Howland                                 | standardowy   | 15 lutego 1943       | 19 marca 1943        | sprzedany w prywatne ręce w 1947, złomowany w 1968                                                                                         |
| 959      | SS „William H. Wilmer”     | William H. Wilmer                            | standardowy   | 19 lutego 1943       | 25 marca 1943        | sprzedany w prywatne ręce w 1947, spalony i złomowany w 1962                                                                               |
| 960      | SS „John J. Abel”          | John J. Abel                                 | standardowy   | 20 lutego 1943       | 24 marca 1943        | złomowany w 1961 |
| 961      | SS „Santiago Iglesias”     | Santiago Iglesias                            | standardowy   | 21 lutego 1943       | 30 marca 1943        | zatopiony z przestarzałą amunicją w 1965                                                                                                   |
| 962      | SS „John Banvard”          | John Banvard                                 | standardowy   | 23 lutego 1943       | 27 marca 1943        | zniszczony w pobliżu Azorów w 1944 i złomowany                                                                                             |
| 963      | SS „Edward N. Hurley”      | Edward N. Hurley                             | standardowy   | 28 lutego 1943       | 31 marca 1943        | złomowany w 1957 |
| 964      | SS „Charles M. Schwab”     | Charles M. Schwab                            | standardowy   | 1 marca 1943         | 7 kwietnia 1943      | złomowany w 1970 |
| 965      | SS „Charles Piez”          | Charles Piez                                 | standardowy   | 2 marca 1943         | 10 kwietnia 1943     | złomowany w 1961 |
| 966      | SS „Bernard N. Baker”      | Bernard N. Baker                             | standardowy   | 4 marca 1943         | 4 kwietnia 1943      | złomowany w 1964 |
| 967      | SS „Winfred L. Smith”      | Winfred L. Smith                             | standardowy   | 8 marca 1943         | 7 kwietnia 1943      | złomowany w 1959 |
| 968      | SS „Bushrod Washington”    | Bushrod Washington                           | standardowy   | 10 marca 1943        | 13 kwietnia 1943     | zbombardowany i zniszczony w pobliżu Salerno w 1943                                                                                        |
| 969      | SS „Levi Woodbury”         | Levi Woodbury                                | standardowy   | 11 marca 1943        | 15 kwietnia 1943     | złomowany w 1964 |
| 970      | SS „William Strong”        | William Strong                               | standardowy   | 12 marca 1943        | 13 kwietnia 1943     | sprzedany w prywatne ręce w 1947, zniszczony w 1947                                                                                        |
| 971      | SS „Joseph P. Bradley”     | Joseph P. Bradley                            | standardowy   | 17 marca 1943        | 17 kwietnia 1943     | sprzedany w prywatne ręce w 1947, złomowany w 1964                                                                                         |
| 972      | SS „Ward Hunt”             | Ward Hunt                                    | standardowy   | 19 marca 1943        | 23 kwietnia 1943     | sprzedany w prywatne ręce w 1947, złomowany w 1963                                                                                         |
| 973      | SS „John Woolman”          | John Woolman                                 | standardowy   | 20 marca 1943        | 22 kwietnia 1943     | złomowany w 1960 |
| 974      | SS „William Pepper”        | William Pepper                               | standardowy   | 25 marca 1943        | 24 kwietnia 1943     | złomowany w 1962 |
| 975      | SS „Silas Weir Mitchell”   | Silas Weir Mitchell                          | standardowy   | 26 marca 1943        | 29 kwietnia 1943     | złomowany w 1966 |
| 976      | SS „Joseph Leidy”          | Joseph Leidy                                 | standardowy   | 27 marca 1943        | 30 kwietnia 1943     | sprzedany w prywatne ręce w 1947, złomowany w 1966                                                                                         |
| 977      | SS „William W. Gerhard”    | William W. Gerhard                           | standardowy   | 28 marca 1943        | 26 kwietnia 1943     | storpedowany i zatopiony w pobliżu Salerno w 1943                                                                                          |
| 978      | SS „John Morgan”           | John Morgan                                  | standardowy   | 31 marca 1943        | 4 maja 1943          | eksplodował i został zniszczony po kolizji w pobliżu Cape Henry w 1943                                                                     |
| 979      | SS „James R. Randall”      | James R. Randall                             | standardowy   | 1 kwietnia 1943      | 2 maja 1943          | złomowany w 1965 |
| 980      | SS „William H. Webb”       | William H. Webb                              | standardowy   | 5 kwietnia 1943      | 7 maja 1943          | zniszczony i stracony w 1946 |
| 981      | SS „Samuel Bowles”         | Samuel Bowles                                | standardowy   | 8 kwietnia 1943      | 14 maja 1943         | przekazany USN jako „Luzon” (ARG 2), złomowany w 1974                                                                                      |
| 982      | SS „Stevenson Taylor”      | Stevenson Taylor                             | standardowy   | 8 kwietnia 1943      | 11 maja 1943         | złomowany w 1970 |
| 983      | SS „Elbert Hubbard”        | Elbert Hubbard                               | standardowy   | 11 kwietnia 1943     | 13 maja 1943         | przekazany USN jako „Mindanao” (ARG 3), uszkodzony i naprawiony 1944, zatopiony aby stworzyć sztuczną rafę w pobliżu Daytona Beach FL 1980 |
| 984      | SS „John E. Schmeltzer”    | John E. Schmeltzer                           | standardowy   | 13 kwietnia 1943     | 16 maja 1943         | zniszczony i opuszczony w 1947 |
| 985      | SS „Charles A. McAllister” | Charles A. McAllister                        | standardowy   | 14 kwietnia 1943     | 12 maja 1943         | złomowany w 1960 |
| 986      | SS „John L. Motley”        | John L. Motley                               | standardowy   | 16 kwietnia 1943     | 18 maja 1943         | zbombardowany i zniszczony w Bari w 1943                                                                                                   |
| 987      | SS „Haym Salomon”          | Haym Salomon                                 | standardowy   | 18 kwietnia 1943     | 17 maja 1943         | sprzedany w prywatne ręce w 1947, złomowany w 1969                                                                                         |
| 988      | SS „Frederick Douglass”    | Frederick Douglass                           | standardowy   | 23 kwietnia 1943     | 22 maja 1943         | storpedowany i zatopiony na Atlantyku w 1943                                                                                               |
| 989      | SS „Thomas F. Bayard”      | Thomas F. Bayard                             | standardowy   | 24 kwietnia 1943     | 24 maja 1943         | sprzedany w prywatne ręce w 1952 i przerobiony na pływający magazyn gazu                                                                   |
| 990      | SS „Conrad Weiser”         | Conrad Weiser                                | standardowy   | 25 kwietnia 1943     | 21 maja 1943         | zatopiony aby stworzyć sztuczną rafę w pobliżu Port Mansfield TX 1976                                                                      |
| 991      | SS „John M. T. Finney”     | John M. T. Finney                            | standardowy   | 27 kwietnia 1943     | 21 maja 1943         | storpedowany i zatopiony w pobliżu Bizerty w 1943                                                                                          |
| 992      | SS „Louisa M. Alcott”      | Louisa M. Alcott                             | standardowy   | 30 kwietnia 1943     | 28 maja 1943         | złomowany w 1970 |
| 993      | SS „William Tyler Page”    | William Tyler Page                           | standardowy   | 1 maja 1943          | 31 maja 1943         | złomowany w 1964 |
| 994      | SS „Joseph H. Nicholson”   | Joseph H. Nicholson                          | standardowy   | 3 maja 1943          | 30 maja 1943         | sprzedany w prywatne ręce w 1947, złomowany w 1971                                                                                         |
| 995      | SS „Thomas Nelson Page”    | Thomas Nelson Page                           | standardowy   | 5 maja 1943          | 1 czerwca 1943       | sprzedany w prywatne ręce w 1947, złomowany w 1970                                                                                         |
| 996      | SS „James McCosh”          | James McCosh                                 | standardowy   | 8 maja 1943          | 2 czerwca 1943       | złomowany w 1972 |
| 997      | SS „Albert C. Ritchie”     | Albert C. Ritchie                            | standardowy   | 12 maja 1943         | 6 czerwca 1943       | sprzedany w prywatne ręce w 1947, złomowany w 1973                                                                                         |
| 998      | SS „George W. Woodward”    | George W. Woodward                           | standardowy   | 12 maja 1943         | 9 czerwca 1943       | złomowany w 1960 |
| 999      | SS „Charles Bulfinch”      | Charles Bulfinch                             | standardowy   | 14 maja 1943         | 10 czerwca 1943      | złomowany w 1971 |
| 1000     | SS „Samuel Mcintyre”       | Samuel Mcintyre                              | standardowy   | 15 maja 1943         | 18 czerwca 1943      | złomowany w 1966 |
| 1001     | SS „Pierre L’Enfant”       | Pierre L’Enfant                              | standardowy   | 17 maja 1943         | 11 czerwca 1943      | sprzedany w prywatne ręce w 1947, zniszczony i opuszczony w 1970                                                                           |
| 1002     | SS „Edward L. Grant”       | Edward L. Grant                              | standardowy   | 18 maja 1943         | 12 czerwca 1943      | sprzedany w prywatne ręce w 1947, złomowany w 1965                                                                                         |
| 1003     | SS „Robert J. Collier”     | Robert J. Collier                            | standardowy   | 19 maja 1943         | 13 czerwca 1943      | zniszczony i złomowany w 1946 |
| 1004     | SS „Joshua W. Alexander”   | Joshua W. Alexander                          | standardowy   | 22 maja 1943         | 19 czerwca 1943      | zniszczony i złomowany w 1945 |
| 1005     | SS „John A. Donald”        | John A. Donald                               | standardowy   | 22 maja 1943         | 15 czerwca 1943      | złomowany w 1964 |
| 1006     | SS „William H. Jackson”    | William H. Jackson                           | standardowy   | 22 maja 1943         | 23 czerwca 1943      | sprzedany w prywatne ręce w 1947, złomowany w 1968                                                                                         |
| 1007     | SS „Janet Lord Roper”      | Janet Lord Roper                             | standardowy   | 25 maja 1943         | 26 czerwca 1943      | sprzedany w prywatne ręce w 1947, przerobiony w 1956                                                                                       |
| 1008     | SS „Nathan Towson”         | Nathan Towson                                | standardowy   | 28 maja 1943         | 28 czerwca 1943      | złomowany w 1974 |
| 1009     | SS „Robert Erskine”        | Robert Erskine                               | standardowy   | 31 maja 1943         | 29 czerwca 1943      | rozbity w pobliżu Bizerty w 1944, złomowany w 1948                                                                                         |
| 1010     | SS „John Wanamaker”        | John Wanamaker                               | standardowy   | 31 maja 1943         | 11 lipca 1943        | złomowany w 1969 |
| 1011     | SS „John Stevenson”        | John Stevenson                               | standardowy   | 1 czerwca 1943       | 30 czerwca 1943      | przekazany USN jako YAG w 1955, złomowany w 1971                                                                                           |
| 1012     | SS „George M. Cohan”       | George M. Cohan                              | standardowy   | 2 czerwca 1943       | 4 lipca 1943         | sprzedany w prywatne ręce w 1947, złomowany w 1969                                                                                         |
| 1013     | SS „George H. Pendleton”   | George H. Pendleton                          | standardowy   | 6 czerwca 1943       | 10 lipca 1943        | złomowany w 1970 |
| 1014     | SS „George W. Childs”      | George W. Childs                             | standardowy   | 9 czerwca 1943       | 16 lipca 1943        | ciężko uszkodzony w Loch Ewe 1944, zatopiony jako część falochronu w Normandii w 1944                                                      |
| 1015     | SS „Robert Eden”           | Robert Eden                                  | standardowy   | 10 czerwca 1943      | 18 lipca 1943        | złomowany w 1964 |
| 1016     | SS „James A. Farrell”      | James A. Farrell                             | standardowy   | 11 czerwca 1943      | 12 lipca 1943        | trafiony torpedą w kanale La Manche w 1944, wyrzucony na brzeg złomowany                                                                   |
| 1017     | SS „Jose Marti”            | José Martí                                   | standardowy   | 12 czerwca 1943      | 16 lipca 1943        | sprzedany w prywatne ręce w 1947, złomowany w 1966                                                                                         |
| 1018     | SS „Crosby S. Noyes”       | Crosby S. Noyes                              | standardowy   | 13 czerwca 1943      | 15 lipca 1943        | złomowany w 1965 |
| 1019     | SS „Louis Marshall”        | Louis Marshall                               | standardowy   | 15 czerwca 1943      | 23 lipca 1943        | sprzedany w prywatne ręce w 1947, zniszczony i zatopiony w 1964                                                                            |
| 1020     | SS „Townsend Harris”       | Townsend Harris                              | standardowy   | 18 czerwca 1943      | 24 lipca 1943        | złomowany w 1967 |
| 1021     | SS „George Vickers”        | George Vickers                               | standardowy   | 19 czerwca 1943      | 22 lipca 1943        | złomowany w 1960 |
| 1022     | SS „John W. Powell”        | John W. Powell                               | standardowy   | 23 czerwca 1943      | 28 lipca 1943        | sprzedany w prywatne ręce w 1947, złomowany w 1967                                                                                         |
| 1023     | SS „Black Hawk”            | Black Hawk                                   | standardowy   | 8 grudnia 1942       | 18 stycznia 1943     | storpedowany w kanale La Manche w 1944, zadeklarowany jako zniszczony, podniesiony i złomowany w 1967                                      |
| 1024     | SS „Robert M. Lafollette”  | Robert M. La Follette                        | standardowy   | 27 listopada 1942    | 10 stycznia 1943     | sprzedany w prywatne ręce w 1947, zniszczony w wojnie pakistańsko indyjskiej w 1971, złomowany w 1972                                      |
| 1025     | SS „Walter Q. Gresham”     | Walter Q. Gresham                            | standardowy   | 4 grudnia 1942       | 16 stycznia 1943     | storpedowany i zatopiony na północnym Atlantyku, 1943                                                                                      |
| 1026     | SS „Richard Olney”         | Richard Olney                                | standardowy   | 13 grudnia 1942      | 22 stycznia 1943     | wszedł na minę w pobliżu Tunezji w 1943, zniszczony, złomowany w 1948                                                                      |
| 1027     | SS „Robert Bacon”          | Robert Bacon                                 | standardowy   | 4 stycznia 1943      | 12 lutego 1943       | storpedowany i zatopiony w pobliżu Mozambiku, 1943                                                                                         |
| 1028     | SS „Philander C. Knox”     | Philander C. Knox                            | standardowy   | 9 stycznia 1943      | 24 lutego 1943       | złomowany w 1961 |
| 1029     | SS „Lucius Q. C. Lamar”    | Lucius Q.C. Lamar                            | standardowy   | 25 stycznia 1943     | 6 marca 1943         | złomowany w 1967 |
| 1030     | SS „James McHenry”         | James McHenry                                | standardowy   | 16 stycznia 1943     | 4 marca 1943         | złomowany w 1970 |
| 1031     | SS „Samuel Dexter”         | Samuel Dexter                                | standardowy   | 16 lutego 1943       | 29 marca 1943        | przełamał się na północnym Atlantyku w 1943                                                                                                |
| 1032     | SS „Roger Griswold”        | Roger Griswold                               | standardowy   | 20 stycznia 1943     | 1 marca 1943         | złomowany w 1972 |
| 1033     | SS „Timothy Bloodworth”    | Timothy Bloodworth                           | standardowy   | 4 lutego 1943        | 17 marca 1943        | złomowany w 1963 |
| 1034     | SS „Elias Boudinot”        | Elias Boudinot                               | standardowy   | 27 stycznia 1943     | 13 marca 1943        | złomowany w 1962 |
| 1035     | SS „Aedanus Burke”         | Aedanus Burke                                | standardowy   | 17 lutego 1943       | 27 marca 1943        | złomowany w 1964 |
| 1036     | SS „Thomas Fitzsimons”     | Thomas Fitzsimons                            | standardowy   | 26 lutego 1943       | 6 kwietnia 1943      | złomowany w 1964 |
| 1037     | SS „Henry Groves Connor”   | Henry Groves Connor                          | standardowy   | 9 marca 1943         | 16 kwietnia 1943     | złomowany w 1969 |
| 1038     | SS „William M. Evarts”     | William M. Evarts                            | standardowy   | 6 marca 1943         | 22 kwietnia 1943     | złomowany w 1961 |
| 1039     | SS „F. T. Frelinghuysen”   | F.T. Frelinghuysen                           | standardowy   | 30 marca 1943        | 1 maja 1943          | złomowany w 1960 |
| 1040     | SS „Tarleton Brown”        | Tarleton Brown                               | standardowy   | 3 marca 1943         | 10 kwietnia 1943     | przerobiony na pływający dźwig w 1967 |
| 1041     | SS „Henry S. Foote”        | Henry S. Foote                               | standardowy   | 18 marca 1943        | 24 kwietnia 1943     | złomowany w 1960 |
| 1042     | SS „James E. Howard”       | James E. Howard                              | standardowy   | 16 marca 1943        | 21 kwietnia 1943     | złomowany w 1971 |
| 1043     | SS „Charles Henderson”     | Charles Henderson                            | standardowy   | 29 marca 1943        | 1 maja 1943          | wybuchł w Bari w 1945, złomowany w 1948 |
| 1044     | SS „Robert Lowry”          | Robert Lowry                                 | standardowy   | 7 kwietnia 1943      | 10 maja 1943         | złomowany w 1969 |
| 1045     | SS „George Poindexter”     | George Poindexter                            | standardowy   | 17 kwietnia 1943     | 18 maja 1943         | złomowany w 1967 |
| 1046     | SS „John A. Quitman”       | John A. Quitman                              | standardowy   | 23 kwietnia 1943     | 2 czerwca 1943       | złomowany w 1973 |
| 1047     | SS „John Sharp Williams”   | John Sharp Williams                          | standardowy   | 3 maja 1943          | 8 czerwca 1943       | złomowany w 1961 |
| 1048     | SS „Julien Poydras”        | Julien Poydras                               | standardowy   | 11 kwietnia 1943     | 17 maja 1943         | złomowany w 1971 |
| 1049     | SS „Richard M. Johnson”    | Richard M. Johnson                           | standardowy   | 25 kwietnia 1943     | 5 czerwca 1943       | złomowany w 1973 |
| 1050     | SS „Joseph N. Nicollet”    | Joseph N. Nicollet                           | standardowy   | 22 kwietnia 1943     | 24 maja 1943         | złomowany w 1959 |